# Quercus grisea
Quercus grisea är en bokväxtart som beskrevs av Frederik Michael Liebmann. Quercus grisea ingår i släktet ekar, och familjen bokväxter. Inga underarter finns listade.